# Літні юнацькі Олімпійські ігри 2030
V літні юнацькі Олімпійські ігри — це п'ята міжнародна мультиспортивна подія і культурний фестиваль для молоді, що будуть проходити у 2030 році.

## Потенційні заявки
- Манагуа, Нікарагуа
- Бангкок-Чонбурі, Таїланд
- Мумбаї, Індія